# Квінсі Воттс
Квінсі Воттс (англ. Quincy Watts; нар. 19 червня 1970, Детройт, Мічиган, США) — американський легкоатлет, що спеціалізується на спринті, дворазовий олімпійський чемпіон 1992 року, чемпіон світу.

## Кар'єра
| Рік             | Змагання                      | Місто               | Місце           | Дисципліна            | Примітки        |
| Представник США | Представник США               | Представник США     | Представник США | Представник США       | Представник США |
| --------------- | ----------------------------- | ------------------- | --------------- | --------------------- | --------------- |
| 1988            | Чемпіонат світу серед юніорів | Садбері, Канада     | 1               | естафета 4×100 метрів | 39.27           |
| 1991            | Чемпіонат світу               | Токіо, Японія       | 2               | естафета 4×400 метрів | 2:57.57         |
| 1992            | Олімпійські ігри              | Барселона, Іспанія  | 1               | біг на 400 метрів     | 43.50           |
| 1992            | Олімпійські ігри              | Барселона, Іспанія  | 1               | естафета 4×400 метрів | 2:55.74         |
| 1993            | Чемпіонат світу               | Штутгарт, Німеччина | 4               | біг на 400 метрів     | 45.05           |
| 1993            | Чемпіонат світу               | Штутгарт, Німеччина | 1               | естафета 4×100 метрів | 2:54.29         |